# Ezio Damolin
Ezio Damolin (* 25. Dezember 1944 in Moena; † 18. März 2022) war ein italienischer Skisportler, der vorrangig im Skispringen und in der Nordischen Kombination aktiv war.

## Werdegang
1964 gewann Damolin die Silbermedaille in der Nordischen Kombination bei den italienischen Meisterschaften und erreichte damit seinen ersten Erfolg. Kurz darauf startete er bei den Olympischen Winterspielen 1964 in Innsbruck und erreichte dort im Einzel der Nordischen Kombination den 8. Platz. Von 1965 bis 1967 gewann er den italienischen Meistertitel in der Kombination. Bei der Vierschanzentournee 1966/67 startete er erstmals bei zwei Springen, konnte jedoch keine vordere Platzierung erreichen. 1968 gewann er bei den italienischen Meisterschaften Gold im Skispringen und Silber in der Kombination. Bei den Olympischen Winterspielen 1968 in Grenoble wurde er in der Kombination Fünfter und verpasste so nur knapp die Medaillenränge. 1969 konnte er den italienischen Meistertitel in der Kombination wieder gewinnen. Im Skispringen gewann er hinter Albino Bazzana und Mario Cecon die Bronzemedaille. Bei der Nordischen Skiweltmeisterschaft 1970 erreichte er den fünften Platz im Einzelwettbewerb der Kombination. 1972 gewann er erneut Gold in der Kombination und Bronze im Skispringen bei den italienischen Meisterschaften. 1974 gewann er erneut Gold im Skispringen. Bei den Olympischen Winterspielen 1972 in Sapporo trat er neben der Kombination, bei der er im Einzel 16. wurde, erstmals auch im Skispringen an. Dort erreichte er von der Normalschanze den 55. Platz. 1976 gewann er mit Silber bei den italienischen Meisterschaften hinter Francesco Giacomelli seine letzte Medaille.